# Concierto madrigal
Das Concierto madrigal ist ein Doppelkonzert für zwei Gitarren und Orchester von Joaquín Rodrigo. Es wurde 1966 komponiert und hat eine Dauer von ca. 30 Minuten.

## Werkgeschichte
Das Werk entstand im Auftrag des Gitarristen-Ehepaares Alexandre Lagoya und Ida Presti. Presti verstarb jedoch 1967 noch vor der Uraufführung. Diese übernahmen an ihrer Stelle Angel und Pepe Romero. Die Uraufführung fand am 30. Juli 1967 oder 1970 in der Hollywood Bowl in Los Angeles statt. Die beiden Gitarristen wurden begleitet vom Los Angeles Symphony Orchestra unter der Leitung von Rafael Frühbeck de Burgos. Diese und die folgenden Aufführungen wurden in Amerika begeistert aufgenommen.
In Spanien wurde das Concierto madrigal erstmals am 16. November 1972 im Madrider Teatro Real aufgeführt. Die Soloparts übernahmen erneut Angel und Pepe Romero. Moshe Atzmon leitete das Orquesta Nacional de España.

## Gestaltung
Der Titel des Werks ist auf das anonyme Renaissance-Madrigal „Felices ojos mios“ („Meine glücklichen Augen“) zurückzuführen, das hier in Form von Variationssätzen verarbeitet wird. Dessen Hauptmelodie erscheint nach der einleitenden Fanfare erstmals im zweiten Satz in der Flöte. Die kurzen Sätze haben vorwiegend die Form eines spanischen Liedes oder Tanzes. Formal ähnelt das Concierto madrigal daher mehr einer Orchestersuite als einem klassischen dreisätzigen Instrumentalkonzert, dessen typische Gegenüberstellung von Solisten und Tutti aber beibehalten wird.

### Satzbezeichnungen
Die zehn Sätze tragen die folgenden Bezeichnungen:
1. Fanfare: Allegro marziale
 Einleitung
2. Madrigal: Andante nostalgico
 Vorstellung des Madrigalthemas in der Flöte, begleitet von den beiden Gitarren
3. Entrada: Allegro vivace
 Ballettsatz
4. „Pastorcico tú que vienes, pastorcico tú que vas“: Allegro vivace
 Villancico in Form eines „Gesprächs“ der Gitarren mit der Trompete und den Holzbläsern
5. Girardilla: Presto
 virtuoser andalusischer Tanz
6. Pastoral: Allegretto
 Beispiel für den „anmutigen“ Stil des Komponisten, glockenhafte Klänge, unterbrochen durch einen Einwurf der einleitenden Fanfare
7. Fandango: Molto ritmico
 Reverenz an die Musik des 18. Jahrhunderts bzw. den spanischen Komponisten Antonio Soler
8. Arietta: Andante nostalgico
 der ausgedehnteste Satz des Conciertos. Das Madrigalthema erscheint in triolischem Zeitmaß über einer „hypnotischen“ Begleitung
9. Zapateado: Allegro vivace
energievoller spanischer Tanz
10. Caccia a la Espagñola: Allegro vivace
 spanische Jagd mit einem Zitat aus Rodrigos Concierto de Aranjuez vor der abschließenden Reprise des Madrigalthemas

### Orchesterbesetzung
Im Orchester spielen neben den beiden Sologitarren eine Flöte, eine Oboe, eine Klarinette, eine Fagott, ein Horn, eine Trompete und ein Streicherensemble.